# F-117 Nighthawk
F-117 Nighthawk (укр. «Найтхок») — одномісний дозвуковий тактичний малопомітний ударний літак американської фірми Lockheed Martin, призначений для таємного проникнення через систему ППО противника і атак стратегічно важливих наземних об'єктів військової інфраструктури (ракетні бази, аеродроми, центри керування і зв'язку тощо).
Вартість виробництва 111,2 млн дол. Перший політ виконав 18 червня 1981 року. Останній серійний екземпляр Повітряні сили США отримали 1990-го року.
F-117 досить успішно застосовували в низці військових конфліктів.
Літаки цього типу повністю зняли з озброєння в середині 2008 року. Проте їхня експлуатація тривала і у 2021 році.

## Історія створення
У результаті аналізу американські військові в 1974 році дійшли висновку, що для успішного удару по Радянському Союзу їм необхідно знайти спосіб подолати радянські ППО. В 1975 році DARPA розпочало проєкт «Гарві» (англ. Project Harvey) зі створення винищувача з малою ефективною площею розсіювання. Серед учасників проєкту була й команда «Skunk works» компанії «Lockheed Martin».
Інженери «Skunk works» на основі рівнянь Максвела розробили програму Echo 1, завдяки якій їм удалося відібрати найкращі з запропонованих проєктів літаків.
1 грудня 1977 здійснив перший політ прототип-демонстратор нового літака-винищувача — «Hopeless Diamond».
Усі серійні літаки F-117 випустили в модифікації F-117A, інших модифікацій не існувало. Запропоновані фірмою «Локгід» проєкти F-117B, F-117N (палубного базування) і A/F-117X відкинули.

### Назва
Офіційна назва F-117 в ВПС США — «Найт Гок» (англ. Night Hawk — «нічний яструб»). Відповідно до системи позначень авіатехніки у збройних силах США літеру F присвоюють винищувачам. Усупереч сформованому в популярній культурі образу «стелс-винищувача», F-117 є тактичним ударним літаком (бомбардувальником/штурмовиком) і ніколи не призначався для виконання винищувальних завдань. 
За однією з версій, такі позначення були зумовлені тим, що в ВПС США немає штурмових підрозділів (тільки винищувальні та бомбардувальні). Так, наприклад, штурмовики A-10 Thunderbolt належать до «тактичних винищувальних крил» (англ. Tactical Fighter Wing). Аналогічна ситуація була з тактичним/стратегічним бомбардувальником F-111, що також мав «винищувальне» позначення. Невідомою також залишається причина присвоєння номера «117», який відходить від загальної послідовності.

## Експлуатація
Факт існування літака F-117 вперше офіційно визнали 10 листопада 1988, коли Пентагон випустив прес-реліз з описом історії створення літака і оприлюднив одну ретушовану фотографію. Перший публічний показ двох F-117 відбувся 21 квітня 1990. У 1991 після війни в Перській затоці «Найт Гоук» було продемонстровано на Паризькому авіасалоні.
Спочатку всі F-117 перебували на озброєнні 4450-ї тактичної групи (авіабаза Тонопа, Невада). У 1989 у група увійшла до складу 37-го тактичного винищувального крила. У 1992 році всі літаки перевели на авіабазу Голломен у 49-е винищувальне крило. Вони перебували на озброєнні трьох ескадрилей: двох бойових (8-а винищувальна «Чорна вівця», 9-а винищувальна «Літаючі лицарі») і однієї навчальної (7-а ескадрилья бойової підготовки «Кричущі демони»).
Пілоти F-117 називали себе «бандити» (Bandit). Кожен із 558-ми «бандитів», які коли-небудь літали на «Найт Гоуку», мав свій порядковий номер; так, наприклад, бригадний генерал Грегорі Фіст (Gregory Feest) «Бандит 261» був 261-м пілотом, допущеним до польотів.

### Бойове застосування
- Вторгнення США до Панами (1989)
- Війна в Перській затоці (1991)
- Операція «Лис пустелі» (1998)
- Війна НАТО проти Югославії (1999)

У ході військової операції НАТО проти Союзної Республіки Югославії у складі авіаційного угруповання ВПС НАТО на авіабазах Шпангдалем і Авіано базувалося 24 тактичних винищувачі F-117А «Стелс» зі складу 49-го винищувального авіаційного крила (авіабаза Голломен, штат Нью-Мексико). Дані літаки брали участь у бойових діях із першого дня повітряної операції. У ході першої фази операції літаки F-117 діяли у складі ударних авіаційних груп (від двох до восьми літаків у групі) на середніх і великих висотах у темний час доби, завдаючи удари високоточними засобами ураження по найбільш важливих об'єктах ППО та об'єктах військово-промислового комплексу Югославії в районах великих населених пунктів (Белград, Новий Сад, Крагуєваць, Ніш, Приштина).
Бойове навантаження на літаки F-117А складало один-два літако-вильоти на добу. Час завдання ударів не перевищував двох-двох із половиною годин. 27 березня 1999 о 22:45 у ході чергового нальоту один літак F-117А збили засоби ППО СРЮ в районі міста Будановичі (40 км західніше Белграда). З 28 березня 1999 з початком другої фази операції і переходом ВПС НАТО до ведення систематичних бойових дій, винищувачі діяли в будь-який час доби, у тому числі у складних метеоумовах, переважно на великих висотах з метою забезпечення безпеки польоту в умовах активних дій мобільних засобів ППО збройних сил СРЮ.
Основними об'єктами ураження, як і раніше, були засоби ППО ВС Югославії, а також стратегічні об'єкти військово-політичного керівництва СРЮ, інфраструктури та військово-економічного потенціалу. Бойову напругу застосування F-117А збільшили до трьох-чотирьох літако-вильотів на добу. Основним варіантом бортового озброєння літака були дві керовані бомби з лазерним наведенням калібру 900 кг, до чотирьох керованих ракет «Мейверік» або протирадіолокаційних ракет «HARM». Прицільно-навігаційні бортові системи літака включали тепловізійну, лазерну і супутникову — «NAVSTAR».
- Іракська війна (2003)

## Конструкція літака
Конструкція літака заснована на стелс-технології. Вперше елементи малопомітності використано при створенні в гітлерівській Німеччині в 1943 році літака Horten Ho 229. Пізніше в розробці експериментального американського «Have Blue» ці технології дещо розширили шляхом використання сучасних теоретичних ідей і результатів практичних експериментів в області дифракції електромагнітних хвиль, матеріалознавства та синергічного впливу форми, конструкції, матеріалу, покриття, додаткових засобів радіоелектронної протидії на зменшення такого показника, як ефективна поверхня розсіювання (ЕПР) літака. Подальший розвиток цих технологій відбувся при створенні Lockheed F-117 Nighthawk. Сам літак побудований за аеродинамічною схемою подібною до «безхвостки», проте замість вертикального кіля використано V-подібне оперення. Зовсім не характерне для дозвукових літаків крило з великою стрілоподібністю (67,5 °) з гострою передньою кромкою, окреслений прямими лініями профіль крила, гранований фюзеляж, утворений пласкими панелями трапецієвидної та трикутної форми, що розташовані таким чином один відносно одного, щоб розсіювати електромагнітні хвилі в бік від РЛС противника. Така форма літака, побудованого за концепцією «площин-відбивачів», отримала назву «фасеточна» (від фр. facette — грань). Розташовані над крилом з обох сторін фюзеляжу пласкі повітрозабірники мають поздовжні перегородки з радіопоглинальних матеріалів. Частина потоку холодного повітря відокремлюється на вході в повітрозабірники і, минаючи двигуни, потрапляє в пласкі сопла, що екрануються крилом і мають розміри 165х25 см, нижні панелі яких покриті теплопоглинальними керамічними плитками, що значно знижує ІЧ-помітність літака. Літак не має зовнішніх підвісок, все озброєння розміщено всередині на фюзеляжі.
Контури щілин, що утворюються в місцях з'єднання ліхтаря кабіни з фюзеляжем, стулки відсіків шасі і озброєння мають пилкоподібну форму, що також забезпечує ефективне розсіювання електромагнітної енергії і запобігає її прямому відбиванню у напрямку прийомопередавальної антени РЛС противника.
У конструкції літака широко застосовані полімерні композитні матеріали і радіопоглинаючі матеріали і покриття. У конструкції планера на частку металевих сплавів припадає тільки 10 відсотків маси. У результаті цих заходів ефективну поверхню розсіювання (ЕПР) літака при опроміненні його локатором спереду знизили, за деякими даними, до 0,025 м², що в кілька десятків разів менше, ніж ЕПР звичайних літаків схожих розмірів.
Гранована форма фюзеляжу та незвичайний профіль крила значно погіршують аеродинамічні характеристики літака. У процесі проєктування був досягнутий компроміс, при якому вимоги малої помітності радіолокації взяли гору над вимогами аеродинаміки — аеродинамічна якість літака дорівнює 4 (це трохи краще, ніж у Орбітера Спейс шаттл), в результаті виявляється неможливим політ на надзвуковій швидкості, обмежується радіус дії, зменшується бойове навантаження і маневреність.
Слід зауважити, що, незважаючи на такі радикальні рішення, конструкторам не вдалося досягти кінцевої мети — побудувати літак, невразливий для противника. По-перше, через погіршену аеродинаміку F-117 був погано захищений від атак винищувачів противника, якщо їм вдавалося його виявити. По-друге, закладені в конструкцію ідеї могли знизити видимість лише до певної межі, а також не забезпечували дуже низького ЕПР для радіолокаційних систем, в яких приймач і передавач були рознесені по різних точках. У результаті радянські зенітні комплекси С-200 і С-300 могли вести по ньому вогонь з великими шансами на влучення, а старіші модернізовані С-125 хоч і не гарантували ураження, але також могли становити загрозу. Зокрема, при нальотах на Югославію F-117 був збитий саме за допомогою комплексу С-125 3-ї батареї 250-ї бригади ППО під командуванням сербського полковника Дані Золтана.

### Аварії й катастрофи
За всю історію експлуатації літаків F-117, за офіційними даними, було втрачено 7 машин (трохи більше 10 % від загального числа побудованих), в тому числі один F-117 був збитий в ході бойових дій.
- 20 квітня 1982 — F-117A (сер. номер 80-0785), підполковник Боб Райденауер (Bob Ridenhauer) «Бандит 102». Літак розбився на злеті через неправильно налаштовані на заводі системи керування польотом. Пілот не встиг катапультуватися, отримав важкі травми і був списаний з льотної роботи.
- 11 липня 1986 — F-117A (сер. номер 81-0792), майор Росс Малгейр (Ross Mulhare) «Бандит 198». Літак зіткнувся з землею в районі Бейкерсфілд, Каліфорнія, під час нічного польоту. Причина — дезорієнтація пілота, що мав малий наліт на F-117. Майор Малгейр загинув.
- 14 жовтня 1987 — F-117A (сер. номер 83-0815), майор Майкл Стюарт (Michael Stewart) «Бандит 231». Літак зіткнувся з землею в районі Тонопа під час нічного польоту. Причина — дезорієнтація пілота, що мав малий наліт на F-117. Майор Стюарт загинув.
- 4 серпня 1992 — F-117A (сер. номер 85-0801), капітан Джон Міллз (John Mills) «Бандит 402». Літак загорівся під час нічного вильоту біля авіабази Голломен і вибухнув у повітрі. Причина — помилка наземного технічного персоналу при обслуговуванні. Капітан Міллз благополучно катапультувався.
- 10 травня 1995 — F-117A (сер. номер 85-0822), капітан Кеннет Левенс (Kenneth Levens) «Бандит 461». Літак зіткнувся з землею в районі Зуні, Нью-Мексико, під час нічного польоту. Передбачувана причина — дезорієнтація пілота, що мав малий наліт на F-117. Капітан Левенс загинув.
- 14 вересня 1997 — F-117A (сер. номер 81-0793), майор Брайан Найт (Bryan Knight) «Бандит 437». Літак зруйнувався в повітрі і врізався в будівлю під час авіаційного шоу в Чесапік, Меріленд. Аварія сталася з технічних причин, яка призвела до втрати пілотом керування. На землі постраждали 4 людини. Майор Найт благополучно катапультувався[15].
- 27 березня 1999 — F-117A (сер. номер 82-0806), підполковник Дейл Зелко (Dale Zelko). Літак збитий в районі села Будановці в ході військової операції НАТО проти Югославії[16]. Підполковник Зелко вдало катапультувався і був евакуйований пошуково-рятувальною групою. Відповідно до загальноприйнятої версії, F-117 був збитий зенітно-ракетним комплексом С-125 (ракета 5В27Д виробництва заводу ім. XX партз'їзду(інші мови) (нині Авітек) 1976[17]) 3-ї батареї 250-ї бригади ППО (командир батареї — Золтан Дані). Існували версії про участь ЗРК «Куб» або винищувачів МіГ-29 і МіГ-21. За твердженням деяких джерел (зокрема, російського автора Володимира Ільїна та аргентинського Дієго Зампіні), F-117 був збитий винищувачем МіГ-29, пілотований підполковником Гвозденом Дюкічем. У той самий час сербська газета «Політика» повідомляє, що «Цвях Дюкіч» (Gvozden Đukić) — це бойовий псевдонім, який використовував Золтан Дані в ході війни[18]. Пілотом F-117 іноді помилково вказується капітан Кен Двілі, оскільки він літав на цій машині в США і на її фюзеляжі було написано його ім'я.
- 1 квітня 1999 — F-117A був пошкоджений і здійснив вимушену посадку[16]
- 5 квітня 1999 — F-117A, за заявами сербської сторони знищили під час атаки телевежі «Црвена Кіт», однак втрату цього літака американці не підтвердили[16].

### Зняття з озброєння
ВПС США збиралися експлуатувати F-117 щонайменше до 2018 року, однак брак грошей на закупівлю нових багатоцільових винищувачів F-22 змусила почати процес зняття «Найт Гока» з озброєння набагато раніше. Офіційно про це було оголошено восени 2006 року. У тому ж році була закрита школа підготовки пілотів F-117, її останній випуск відбувся 13 жовтня.
Перші десять F-117 зняли з озброєння в грудні 2006 року. До березня 2008 ВПС США продовжували експлуатувати 15 літаків цього типу. Формально процедура зняття з озброєння завершилася 22 квітня того ж року, коли чотири F-117 востаннє піднялися в повітря, здійснивши переліт на авіабазу Тонопа.

Три проєкції F-117

### Подальша експлуатація
У серпні 2020 року американське видання «The Drive» повідомило, що американські військові використовують наявні F-117 під час навчань у ролі літаків супротивника, а починаючи з 2020 року — як літаки супротивника на найбільших військово-повітряних навчаннях «Червоний прапор» (англ. Red flag).
У вересні 2021 року пара F-117 приземлилася в міжнародному авіапорту Фресно, де є авіабаза 144-го винищувального крила для участі в навчаннях у ролі літальних апаратів супротивника для тренування пілотів F-15C/F-15D.

## Тактико-технічні характеристики
Джерела

### Технічні характеристики
- Довжина літака: 20,08 м
- Висота літака: 3,78 м
- Розмах крила: 13,2 м
- Площа крила: 73 м²
- Екіпаж: 1 особа
- Маса:

*Порожнього: 13 380 кг
*Нормальна: 21 150 кг
*Максимальна: 23 815 кг
*Бойове навантаження: 2270 кг (2500 кг при зменшенні запасу палива)
*Паливо: 5500 кг
*Навантаження на крило:
*При максимальній злітній масі: 327 кг/м²
*При нормальній злітній масі: 290 кг/м²
- Фронтальна ЕПР: за деякими даними 0,025 м²[10][11] (для моностатичної РЛС X-діапазону), за іншими 0,1 — 0,01

### Двигун
- Тип двигуна: 2 х ТРДД General Electric F404-F1D2

*Тяга максимальна: 2 x 4850 кгс
- тягооснащеність:

*При нормальній злітній масі: 0,46
*При максимальній злітній масі: 0,41

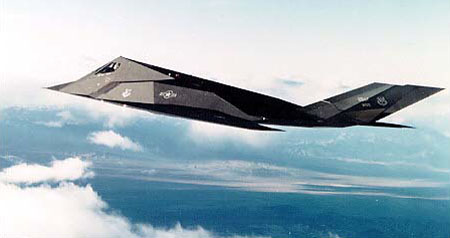
F-117 в польоті

### Льотні характеристики
- Максимальна швидкість: 993 км/год (0,91 М)
- Крейсерська швидкість: 905 км/год (0,83 М)
- Дальність: 1720 км

*Бойовий радіус: 860 км
- Практична стеля: 13 700 м
- Максимальна експ. перевантаження: +6 G

## Вплив
Вкрай своєрідний зовнішній вигляд літака став джерелом натхнення для деяких дизайнерів, в результаті чого з'явилися, наприклад, концепт Lamborghini F-117 , стилізований тюнінг для Ferrari 458 Italia  і ноутбук ASUS ROG G73Jh .

## Вплив на медіаконтент
З'являється у наступних фільмах:
- Захоплення 2: Темна територія
- Перехоплювач
- Наказано знищити — використовується вигадана десантна модифікація. З її допомогою команда спецназу проникає на захоплений терористами літак.
- Філадельфійський експеримент 2 (фільм) — літак потрапляє в минуле, в 1945 рік. Доставлену на цьому літаку атомну бомбу фашистська Німеччина скидає на Нью-Йорк і перемагає у другій світовій війні. Починається альтернативна реальність.

Також існує ігра за мотивами цього літака:
- F-117A_Nighthawk_Stealth_Fighter_2.0[en]